# Рогачёв, Дмитрий Сергеевич
Дми́трий Серге́евич Рогачёв (12 июня 1995, село Пеневичи, Калужская область, Россия — 20 сентября 2007, Иерусалим, Израиль) — ребёнок, 12-летний пациент Научно-исследовательского института детской гематологии, ставший «символом надежды на лучшее будущее для заболевших раком детей».

## Биография
Дима Рогачёв родился 12 июня 1995 года в селе Пеневичи Хвастовичского района Калужской области. Мать — Наталья Григорьевна, работала продавцом, отец — Сергей Сергеевич, работал водителем. Дима был старшим ребёнком — у него был младший брат Евгений. После смерти Дмитрия в семье родились девочки Василиса и Маргарита. До шести лет рос нормальным, весёлым и общительным ребёнком.

### Заболевание
В августе 2001 года врачи калужской областной больницы диагностировали у мальчика острый миелобластный лейкоз. Диагноз был поставлен не точно, что привело к ошибке при подборе терапии. Четыре курса химиотерапии, проведённых в Калуге, дали положительный результат и ребёнок был выписан на амбулаторное лечение и вскоре поступил в школу. Однако в марте 2004 года произошёл рецидив, и мальчик опять попал в больницу. Поскольку у Димы была сложная форма лейкоза, мальчика перевели в Москву, в Российскую детскую клиническую больницу (РДКБ). В РДКБ Дима прошёл ещё четыре курса химиотерапии и после каждого требовалось переливание крови. Состояние ребёнка осложнилось двумя типами гепатита (Гепатит B и Гепатит C), полученными из донорской крови. В ходе лечения встал вопрос о пересадке костного мозга. В качестве донора рассматривались брат Димы или его мама, но оба варианта не подошли.
20 декабря 2004 года в отделении Трансплантации костного мозга (ТКМ) была проведена пересадка костного мозга. Донорский материал от единственного донора, найденного в мировом регистре BMDW, совпадал только на 80 %, что делало операцию крайне рискованной. Костный мозг прижился и необходимость ежедневных переливаний крови отпала. При этом Дима вынужден был четыре месяца провести в стерильном боксе отделения ТКМ, поскольку ослабленный иммунитет не способен был защитить организм от болезнетворных бактерий и вирусов. Для поддержания иммунной системы Диме был предписан препарат «Валтрекс», но из-за нехватки денег его пришлось заменить на менее эффективный «Ацикловир», который оказал вредное влияние на почки и печень. Не выходя из бокса, Дима принял участие в фотоконкурсе, проводящемся в больнице, и выиграл в номинации «Свежий взгляд», сделав самую оригинальную фотографию. В этот сложный период поддержку семье Рогачёвых оказал фонд «Помоги.org», который кроме сбора средств на лечение, связался с благотворительным фондом «Доноры — детям», оплатившим лекарства. 11 июня 2005 года был обнаружен внекостномозговой рецидив лейкоза и Диме был назначен курс лучевой терапии в Клинике Бурденко.

### Встреча с В. В. Путиным
12 июня 2005 года, на следующий день после постановки диагноза в клинике им. Бурденко, Дима отмечал день рождения вместе с волонтёром Анной Егоровой (у неё тоже день рождения 12 июня). В этот день ему впервые за полгода разрешили выйти на улицу и они совершили прогулку на корабле по Москве-реке, а затем сходили на мюзикл «Кошки». 14 июня Анна описала этот день в своём ЖЖ-блоге (Анька-морфин):
|        |  |  | На пароходике Дима рассказал о шутке с блинами. Дима реалист и в блины с Путиным не верит. Он шутит в своём духе, что хоть Путин и мечтает поесть с ним блинов, но ему, Диме, вот уже два года всё некогда — то химия, то пересадка... |
| [ 10 ] |  |  | |

Благодаря записи в Живом Журнале о Диме узнал журналист Максим Кононенко, который посоветовал отправить письмо с приглашением «на блины» Президенту России, и помог с поиском контактов. Письмо было отправлено:
|        |  |  | Уважаемый Владимир Владимирович, доктор говорил, что вы будете рады, если я к вам на блины зайду. Я очень хочу к вам в гости! Но всё некогда: то химия, то облучения... Может, вы ко мне? Буду рад... |
| [ 11 ] |  |  | |

Вскоре из администрации Президента пришло известие о том, что Владимир Путин принял приглашение мальчика: он прислал в подарок игрушечную машину и открытку с поздравлениями, которая заканчивалась словами «До встречи!».
7 августа 2005 года Путин встретился с Димой Рогачёвым, его мамой Наталией и персоналом отделения гематологии РДКБ. Во время встречи Президент подарил мальчику фотоаппарат, а мальчик Президенту — рисунок, на котором он изобразил больницу будущего. Врачи рассказали Владимиру Владимировичу о необходимости строительства нового центра детской гематологии и онкологии с современным оборудованием и хорошим лекарственным обеспечением. В результате уже 19 августа 2005 года Научно-исследовательский институт детской гематологии был преобразован в Федеральный центр, и было начато строительство нового здания, которое ввели в строй 1 июня 2011 года. Наталья Цыплёва, обозреватель газеты «Гудок», в 2012 году прямо указывала, что «именно на встрече с Димой в 2005 году Президент России Владимир Путин понял, что клинику надо строить не по плану, а по крайней нужности пациентам»". Обозреватель «Новой газеты» Галина Мурсалиева в 2013 году отмечала «Пиар это был или человеческий мотив — тоже не суть, в конце концов, важен только факт: президент приехал к 10-летнему пациенту РДКБ Диме Рогачёву. Приехал, пообщался с ребёнком». Именно этот визит оказал важное влияние на дальнейшее развитие Центра детской гематологии, онкологии и иммунологии. В 2016 году британская газета Daily Mail отмечала, что строительство детского онкологического центра было связано со встречей президента В. В. Путина и Димы Рогачёва и является предметом гордости Путина. Доктор медицинских наук, профессор, член-корреспондент РАН Алексей Масчан в 2019 году отмечал важность этой встречи для принятия решения о строительстве центра.
В дальнейшем Владимир Путин следил за судьбой Димы и оказывал разнообразную помощь. В 2007 году заместитель директора Федерального центра детской гематологии Алексей Масчан так прокомментировал помощь Путина: «Благодаря вмешательству президента мы смогли достать ребёнку самые новые лекарства, то есть наш институт мог применять незарегистрированные в России новые препараты, которые очень помогли».
После посещения Путина состояние мальчика улучшилось, но ненадолго. На фоне снижения иммунитета у Димы развился гайморит, который привёл к операции 1 сентября. В результате возникло обильное кровотечение, которое было остановлено с большим трудом. 16 сентября была проведена компьютерная томография головного мозга.
12 октября в его костном мозге был обнаружен транскрипт больного гена. 25 октября показатели крови ухудшились и поднялась температура. К этому времени Дима с мамой жили на съёмной квартире и в больницу приезжали для проведения процедур. В результате ухудшения состояния мальчика снова госпитализировали. После лечения антибиотиками, двух курсов препарата «Миелотарг», и переливания компонентов крови состояние улучшилось и Дима с мамой смогли уехать на новогодние каникулы домой, в Пеневичи. Перед отъездом была проведена пункция костного мозга, которая показала снижение транскрипта больного гена.

### 2006 год
Во второй половине января 2006 года было проведено обследование, которое показало присутствие в костном мозге молекул — производных «больного» гена. В целом прогноз был оптимистичный, хотя и присутствовала лёгкая форма реакции «трансплантант против хозяина», не требовавшая специального лечения. По результатам обследования Диму отпустили на две недели домой. Пока он отдыхал в родных краях, в онкоцентре прошёл очередной фотоконкурс «Моими глазами» и вернувшийся в середине февраля Дима очень сожалел, что не смог принять в нём участие.
9 марта Дима сломал руку. В ночь с 6 на 7 апреля из Германии были доставлены донорские NK-клетки. 7 апреля было проведено переливание донорского материала, которое должно было решить проблему транскрипта больного гена. После переливания Диму отпустили домой. В середине мая была проведена контрольная пункция и снова был обнаружен транскрипт. После переливания донорских лимфоцитов было проведено лечение препаратом «Пролейкин». В целом Дима чувствовал себя хорошо, а 4 июня принял участие в благотворительном концерте, на котором историю Димы рассказывали Марат Башаров и Елена Яковлева.
21 июня у Рогачёва был обнаружен рецидив лейкоза: в костном мозге и крови были выявлены раковые клетки. Перед медиками встала проблема планирования лечения: из-за многократных курсов химиотерапии внутренние органы были сильно изношены, что крайне ограничивало варианты лечения. К середине сентября, после курса химиотерапии, иммунотерапии, многократных переливаний крови и её компонентов, была проведена пункция костного мозга, которая дала обнадёживающие результаты: признаки лейкоза не были обнаружены. До конца года Дима проходил лечение по новой схеме и на новогодние каникулы он смог уехать домой. Несмотря на стабильное состояние, в крови постоянно обнаруживается транскрипт больного гена.

### 2007 год
В феврале 2007 года Диме был назначен очередной курс сдерживающей химиотерапии с использованием дорогостоящих препаратов «Пролейкин» и «Вифенд». В начале марта участились носовые кровотечения, а в первой декаде апреля был зафиксирован очередной рецидив рака крови. После консультаций было принято решение попытаться провести пересадку костного мозга в иностранной клинике. Специализированные клиники в Европе и США признали, что российские врачи сделали всё возможное, и отказали в операции. Израильская клиника Хадасса согласилась принять пациента, сразу предупредив, что снимает с себя всякую ответственность. Реакция родителей была оптимистичной:
|       |  |  | Без трансплантации ведь шансов совсем нет. А тут хоть маленький, но шанс. |
| [ 7 ] |  |  |                                                                           |

Деньги на эту поездку и операцию выделил В. В. Путин.
23 мая 2007 года Дима вылетел в Израиль для операции в клинике Хадасса, а вскоре была проведена операция. Но измученный многолетней тяжёлой химиотерапией организм 12-летнего ребёнка не смог справиться с её последствиями. 20 сентября 2007 года Дима Рогачёв скончался от кровотечения в лёгкие.

## Память
После встречи В. В. Путина с Димой Рогачёвым старое здание Научно-исследовательского института детской гематологии перестроили и расширили, «превратив его из обычной больницы в один из лучших мировых онкоцентров». 29 мая 2010 года премьер-министр В. В. Путин предложил присвоить имя Димы Рогачёва Научно-исследовательскому институту детской гематологии:
|        |  |  | — К сожалению, Дима ушёл из жизни,— сказал премьер,— но, по сути, это он подтолкнул нас к идее строительства... Поэтому у меня есть такая идея, совершенно спонтанно родилась: мне кажется, что было бы неплохо, если бы мы присвоили этому центру имя Димы Рогачёва. |
| [ 26 ] |  |  | |

1 июня 2011 года был торжественно открыт новый комплекс зданий и объявлено о присвоении центру имени Дмитрия Рогачёва. Обозреватель «Экспресс-газеты» Ксения Карпова в 2019 году провела прямую связь между Димой Рогачёвым и созданием центра: «…есть Центр имени отважного мальчика, принимающий более 1,5 тысяч пациентов в год. Благодаря тебе, Дима Рогачёв». Присвоение больнице имени простого пациента, который не являлся сотрудником или спонсором больницы, является уникальным случаем.
В 2011 году Кирилл Набутов снял документальный фильм посвящённый Диме Рогачёву, который был представлен на открытии обновлённого центра.
В 2017 году на Российские телеэкраны вышел фильм «Дима», посвящённый Диме Рогачёву. Создатели так сформулировали идею фильма: «В основу картины легла реальная история Димы Рогачёва — ребёнка, который так сильно любил жизнь, что своей любовью зажёг сердца тысяч людей и всех маленьких Героев, которые борются за жизнь».
Выступая в 2021 году перед участниками Российского конгресса «Детская онкология, гематология и иммунология XXI века: от науки к практике» Владимир Путин сформулировал роль Димы Рогачёва в строительстве центра, названного его именем:
|        |  |  | Для меня это и личная история, потому что встреча с удивительно светлым мальчиком Димой Рогачевым – жизнерадостным, несмотря на свою страшную болезнь, определила немедленное решение о создании клиники для детей, больных раком |
| [ 30 ] |  |  | |

## Комментарии
1. ↑  Анна Егорова — один из организаторов волонтёрского движения «Доноры – детям»[8].
2. ↑  в 2007 году упаковка «Пролейкин» стоила 15 000 рублей, а упаковка «Вифенда» — 30 000 рублей[7]